# GTF2B
GTF2B (англ. General transcription factor IIB) – білок, який кодується однойменним геном, розташованим у людей на короткому плечі 1-ї хромосоми.  Довжина поліпептидного ланцюга білка становить 316 амінокислот, а молекулярна маса — 34 833.
| 10         |  | 20         |  | 30         |  | 40         |  | 50         |
| ---------- |  | ---------- |  | ---------- |  | ---------- |  | ---------- |
| MASTSRLDAL |  | PRVTCPNHPD |  | AILVEDYRAG |  | DMICPECGLV |  | VGDRVIDVGS |
| EWRTFSNDKA |  | TKDPSRVGDS |  | QNPLLSDGDL |  | STMIGKGTGA |  | ASFDEFGNSK |
| YQNRRTMSSS |  | DRAMMNAFKE |  | ITTMADRINL |  | PRNIVDRTNN |  | LFKQVYEQKS |
| LKGRANDAIA |  | SACLYIACRQ |  | EGVPRTFKEI |  | CAVSRISKKE |  | IGRCFKLILK |
| ALETSVDLIT |  | TGDFMSRFCS |  | NLCLPKQVQM |  | AATHIARKAV |  | ELDLVPGRSP |
| ISVAAAAIYM |  | ASQASAEKRT |  | QKEIGDIAGV |  | ADVTIRQSYR |  | LIYPRAPDLF |
| PTDFKFDTPV |  | DKLPQL     |  |            |  |            |  |            |

A: Аланін

C: Цистеїн

D: Аспарагінова кислота

E: Глутамінова кислота

F: Фенілаланін

G: Гліцин

H: Гістидин

I: Ізолейцин

K: Лізин

L: Лейцин

M: Метіонін

N: Аспарагін

P: Пролін

Q: Глутамін

R: Аргінін

S: Серин

T: Треонін

V: Валін

W: Триптофан

Задіяний у таких біологічних процесах як взаємодія хазяїн-вірус, транскрипція, регуляція транскрипції. 
Білок має сайт для зв'язування з іонами металів, іоном цинку. 
Локалізований у ядрі.